# Miroslav Tichý
Miroslav Tichý (Kyjov, 20 novembre 1926 – Kyjov, 12 aprile 2011) è stato un fotografo ceco.
"Il tuo pensiero è troppo astratto! La fotografia è qualcosa di concreto. La fotografia è percezione, sono gli occhi che intravedi e succede così velocemente che potresti non vedere proprio nulla! Per raggiungere questo, ti serve innanzitutto una pessima macchina fotografica! [...] Il tempo di una mia passeggiata determina quello che voglio fotografare... Io sono un profeta della decadenza e un pioniere del caos, perché solo dal caos è possibile che emerga qualcosa di nuovo" così si esprimeneva Miroslav Tichý a chi gli chiedeva cosa fosse per lui la fotografia. Personaggio anomalo nel panorama del Novecento, un vero e proprio "clochard" che viveva come tale e come tale costruiva le sue macchine fotografiche. 
Usando del compensato, sigillandolo dalla luce con asfalto stradale, un otturatore anch'esso in compensato con una finestra tagliuzzata, azionata da rocchetti di filo ed elastico da sarta, ecco pronta la macchina. il suo teleobiettivo poteva essere costruito con tubi di cartone o di plastica mentre le lenti erano ritagliate dal plexiglass, levigate con carta vetrata e lucidate usando dentifricio e cenere di sigaretta. L'ingranditore su cui stampava i negativi era assemblato con lamiera, stecche di recinzione da giardino, una lampadina e poco altro.
Nelle sue foto, le tante donne di Kyjov che riprendeva a loro insaputa, in una messa a fuoco apparentemente molto approssimativa, spesso distorte, immagini macchiate, stampate male con la sua attrezzatura "primitiva", aggiungeva una serie di imperfezioni e di errori deliberati come se volesse aggiungere delle imperfezioni poetiche alle immagini stesse.
Scrive Pino Bertelli nel suo saggio: "La poetica dell’imperfezione di Tichý esprime una gioia libertaria o una filosofia della felicità nella passione di vivere e nell’incuranza della ragione imposta... il suo stile di vita è anche quello del suo fare-fotografia… una consunzione di corpi e di sogni a nutrimento di un’anima che ama e non chiede di essere riamata...".

## Biografia
Quando nacque, Kyjov faceva parte della Cecoslovacchia e, sebbene fosse un bambino introverso, ebbe dei buoni riscontri scolastici. Frequentò a 18 anni l'Accademia delle Arti dello Spettacolo di Praga e la sua carriera di pittore sembrava lo avvicinasse, sul piano stilistico, a quello di Josef Čapek ma le cose andarono diversamente, dopo la seconda guerra mondiale e la presa del potere da parte del Partito Comunista di Cecoslovacchia, vincitore alle elezioni politiche, ed il conseguente ingresso del paese nell'orbita sovietica. Tichý decise di abbandonare gli studi ed in particolare le sedute di figura con modelle di nudo.
Dovette fare il militare obbligarorio per due anni, al termine dei quali non tornò a Praga ma si rifugiò nel paese natale per vivere coi genitori, riprendendo a disegnare. Il regime lo considerava un individuo da tenere sotto controllo ed ogni anno per qualche breve periodo lo ricoverava in manicomio, in particolare per le feste patriottiche in modo da tenerlo fuori da occhi indiscreti. Negli anni Sessanta il suo aspetto si fece sempre più trasandato, facendosi crescere barba e capelli e vestendosi di stracci.
Fu in questo stesso periodo che scoprì la fotografia quale mezzo espressivo, ma in maniera del tutto particolare, costruendosi da solo tutto ciò che gli serviva e senza preoccuparsi della qualità delle immagini, anzi, soffermandosi proprio sui loro difetti. Iniziò a vagare per la città scattando fotografie clandestine alle donne della sua città, e, anche se gli era proibito entrare nella piscina comunale, fotografava le ragazze indisturbato attraverso la recinzione che compare nelle sue foto. Altre volte usciva per le vie della cittadina, nella piazza principale, nei quartieri, scattava circa 90 foto ogni giorno, tornando quindi nel disordine della sua casa, sviluppare i rullini e stamparle.
Tra il 1965 e il 1985, Tichý vagò incessantemente e quotidianamente per le strade della sua città natale da vagabondo, come fosse un senzatetto. I suoi abiti macchiati e stracciati, capelli e barba incolti furono oggetto di simpatia ma anche di derisione, così come anche lo furono quegli strani "oggetti" che si portava appresso. Tichý fotografò di nascosto il mondo che lo circondava senza preoccuparsi dei risultati.

"Sono un osservatore non solo delle persone, ma di tutto", disse una volta, accumulando ben 100 000 immagini da spettatore della quotidianità di Kyjov. Il suo interesse prevalente – forse per qualcuno, un'ossessione – erano le giovani donne che fotografava da lontano per strada, nei parchi e nella piscina pubblica locale. Le fotografava a loro insaputa. Nel 2010, R. Wayne Parsons scrisse sulla rivista "New York Photo Review" (non più esistente), a proposito dell'opera del fotografo ceco: "Vediamo donne fotografate di schiena, di fronte, di lato; ne vediamo i piedi, le gambe, i glutei, la schiena, i volti, così come i corpi completi... le vediamo camminare, stare in piedi, sedute, chinate, sdraiate. Ci sono alcuni nudi, anche se la scarsa qualità dell'immagine a volte rende difficile capire se stiamo guardando un nudo o una donna senza molto addosso... Qualsiasi erotismo presente è limitato a quello del voyeur; queste donne non ci invitano nel loro mondo".
Del resto, anche la sua pratica in camera oscura non era quella che ci si aspetterebbe: lasciava le stampe in acqua per giorni, prima di stenderle all'aperto su uno stendino. Oppure, dopo averle vagliate, le gettava via o le accatastava in pile a prendere polvere, esposte a sporcizia, danni, topi e insetti. Questo modo di fare, questa sua apparente "negligenza", in realtà diventò una parte stessa della potenza delle immagini e in qualche modo accentuò l'atmosfera di apparente rilassatezza dei soggetti ma ne esaltò l'insieme di inquietante stranezza. Nell'opera di Tichý, lo scorrere stesso del tempo appare impresso fisicamente nelle immagini sulla stessa materia sporca e sudicia delle stesse fotografie allo stesso modo dei danni provocati dall'acqua, dalle pieghe, dalle imperfezioni, dalla polvere, oltre che dal sudiciume stesso accumulato. Sono anche la prova della sua esistenza come fosse un clochard, un relitto umano.
Nel 1985, Tichý lasciò perdere la fotografia e tornò al disegno e alla pittura, lasciando circa 100-200 olii e un numero molto ampio di disegni. Egli stesso distrusse un gran numero delle proprie opere e delle proprie fotografie. Le opere che ha lasciato non le ha mai numerate, sono senza titolo e senza data. Tichý non teneva alcun catalogo e anche la conservazione dei negativi e delle stampe era decisamente molto approssimativa per non dire assai carente. Fu Roman Buxbaum, un ex vicino di casa con cui il fotografo era stato amico da bambino, che si rese conto del valore delle opere di Tichý ed iniziò a collezionarle fino a creare la "Tichy Ocean Foundation" per la diffusione dell'opera dell'artista e del fotografo ceco. Va ricordato che Tichý non frequentò mai una mostra né vendette mai una sua foto.
L'opera di Miroslav rimase ignota fino a quando non venne esposta alla Biennale d'Arte Contemporanea di Siviglia del 2004. L'anno dopo Tichý vinse il New Discovery Award al Rencontres d'Arles. Nel 2005 il Kunsthaus di Zurigo gli dedicò una retrospettiva e un'altra al Centro Georges Pompidou nel 2008. Nel 2010 Tichý tenne una mostra personale di 100 fotografie all'International Center of Photography di New York.
Nel 2017 la galleria Doppelgaenger di Bari ha ospitato la retrospettiva del fotografo ceco.